# Selling My Soul (singel)
Selling My Soul – singel zespołu Black Sabbath z albumu Reunion, wydany w 1998 r. Obydwa utwory studyjne z tego koncertowego albumu (drugim jest „Psycho Man”) są pierwszymi nowymi nagraniami Black Sabbath, dokonanymi w oryginalnym składzie od momentu wyrzucenia z zespołu Osbourne’a w 1979 r. Są również jedynymi studyjnymi nagraniami na albumie. W Stanach Zjednoczonych zostały wydane również jako singel CD. Sam album jest jedynym w dyskografii zespołu, który został wydany na nośniku Minidisc.
Serwis AllMusic ocenił, że „Selling My Soul” jest „raczej nudny”, podczas gdy drugi nowy utwór z tego samego albumu, „Psycho Man” uznał za „absolutnie niesamowity”. Sam Donaldson na łamach magazynu Pitchfork stwierdził z kolei, że obydwa utwory są napisane w pośpiechu i są jedynym w miarę kreatywnym akcentem na albumie.

## Muzycy
- Ozzy Osbourne – śpiew[1]
- Tony Iommi – gitara[1]
- Geezer Butler – gitara basowa[1]

W sesji wziął również udział Bill Ward, ale jego nagranie uznano za brzmiące zbyt staroświecko; ostatecznie w utworze wykorzystano automat perkusyjny.

## Notowania
Lista magazynu Billboard (Stany Zjednoczone):
| Rok  | Singel            | Lista                  | Miejsce |
| ---- | ----------------- | ---------------------- | ------- |
| 1999 | „Selling My Soul” | Mainstream Rock Tracks | 17      |